# 默尔尚
默尔尚（法語：Meurchin，法語發音：[mœʁʃɛ̃]）是法国上法蘭西大區加来海峡省的一个市镇，属于朗斯区。

## 地理
默尔尚（50°29'50"N, 2°53'23"E）面积4.64 平方千米，位于法国上法蘭西大區加来海峡省，该省份为法国北部沿海省份，西北濒北海，南至索姆省，东临北部省。
与默尔尚接壤的市镇（或旧市镇、城区）包括：博万、普罗万、卡尔万、埃斯特韦勒、蓬塔旺丹、旧旺丹、万格勒、比利贝尔克洛。

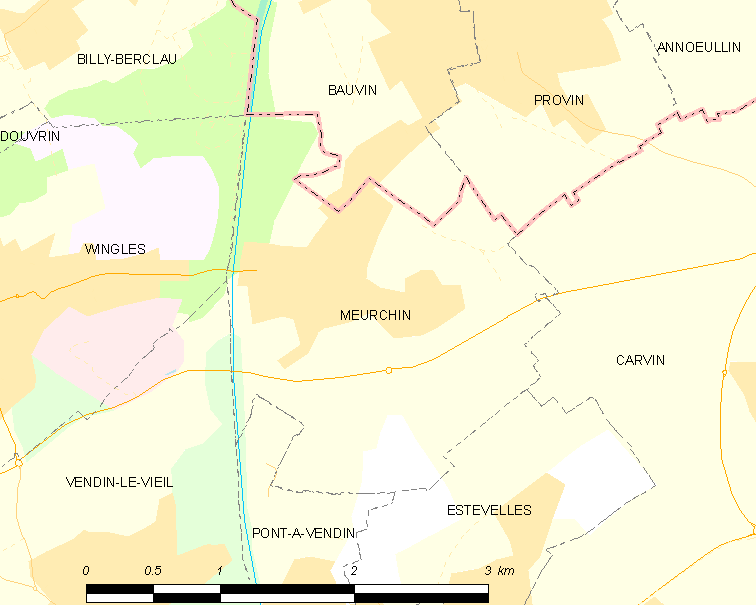
默尔尚的OSM定位图

默尔尚的时区为UTC+01:00、UTC+02:00（夏令时）。

## 行政
默尔尚的邮政编码为62410，INSEE市镇编码为62573。

## 政治
默尔尚所属的省级选区为万格勒县。

## 人口

1962-2008年间默尔尚人口变化图示

默尔尚于2022年1月1日时的人口数量为3715人。